# 黄永年
黄永年（1925年10月—2007年1月16日），斋号茭蒲青果室、心太平盦等，江苏江阴人，中國文史學家。生前任陕西师范大学古籍整理研究所所长、教育部全国高等院校古籍整理研究工作委员会委员、全国古籍整理出版社规划领导小组成员，第七届全国人民代表大会代表。与历史学家童书业为翁婿。

## 生平
1925年10月出生江蘇江陰。1944年畢業於蘇州中學常州分校，同年考入中央大學南京部歷史系。
1946年重新考入復旦大學史地系（後改歷史系）。大學時代即發表文章，與陳寅恪先生論辯。畢業論文講唐代河北藩鎮，否定陳寅恪先生「以昭武九姓胡為安祿山主力」之說曾為學界所矚目。1950年畢業於復旦大學歷史系。同年至上海交通大學任思想政治助教。1956年任講師，後隨交大遷校到西安。
1957年，反右運動中，被劃為右派。下放農村勞改，後回到西安交通大學擔任校工，1962年後安排在圖書館工作。
1978年9月調入陝西師範大學。 1979年右派問題正式平反，恢復講師職稱。1981年任副教授。1982年晉正教授。先後在學校圖書館、歷史系、唐史研究所、古籍整理研究所工作。1983年任陝西師範大學古籍整理研究所副所長。1987年任所長。享受國務院突出貢獻專家特殊津貼。2001年退休。
2007年1月16日18時40分因病醫治無效，在西安逝世，享年82歲。

## 著作
主要著作有《六至九世纪中国政治史》、《唐史史料学》、《唐代史事考释》、《文史探微》、《古籍整理概论》、《古籍版本学》以及包括目录学、版本学、碑刻学、文史工具书的《古文献学四讲》等。